# Guerre des Emboabas

Localisation du Minas Gerais

La Guerre des Emboabas fut une révolte qui se déroula au Brésil de 1707 à 1709, appelé aussi la "lutte pour l'or".
En novembre 1708, Cachoeira do Campo fut le théâtre d'une des plus sanglantes batailles qui ne se soient jamais produites dans le Minas Gerais. Les Paulistes, qui avaient découvert les mines d'or, revendiquaient le droit total d'exploitation de l'or. Ceux qui n'étaient pas d'accord avec ces visées, en majorité des Portugais, étaient connus comme "Emboabas" (du tupi, "poules à longues plumes sur les pattes", une référence péjorative à l'habitude des Portugais d'utiliser des chaussettes et des bottes, alors inconnue des Paulistes) et étaient dirigés par Manuel Nunes Viana. Ce débat se transforma en conflit armé connu comme Guerre des Emboabas. 

## Histoire
Cet épisode de l'Histoire du Brésil n'est pas encore bien éclairci, du fait de la partialité des rapports de guerre faits en majorité par les adversaires des paulistes. 

### Contexte
Depuis le début de la ruée vers l'or, les Paulistes se donnèrent les droits les plus importants sur l'or des mines, soit parce qu'ils pensaient être les découvreurs des sites, soit parce que cette région faisait partie de la Capitainerie de São Vicente, dont faisait partie São Paulo. À l'appui de cela, la Chambre de  São Paulo émit, le 7 avril 1700, une requête exigeant l'octroi des terres du Minas Gerais pour les seuls Paulistes.

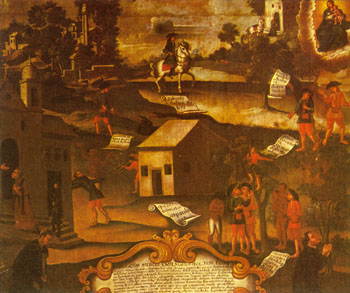
Peinture représentant la guerre.

Cependant, les colons de Bahia et du Pernambouc étaient beaucoup plus proches des Portugais que des Paulistes. La majorité d'entre eux parlait tupi-guarani. Les termes qu'ils échangeaient entre eux montraient leurs différences : ceux de la terre qui étaient appelés "nomades" ou "fripons sans loi", surnommaient les étrangers d'emboabas. Les emboabas n'étaient pas seulement les Portugais, mais aussi tous ceux qui venaient d'autres colonies. Dans la guerre qui survint, les habitants de Bahia et du Pernambouc et tous les autres considérés comme "étrangers" étaient du côté des Portugais.
Pour les Paulistes, ceux qui ne participaient pas aux efforts de la recherche de l'or ne devaient pas avoir les mêmes droits d'exploitation. La tension entre les Paulistes (aussi appelés "vicentins", du fait de leur appartenance à la Capitainerie de São Vicente) et les autres croissait, à cause de la confrontation de l'arrogance des Paulistes avec la résistance des "emboabas".
L'ex-bandeirante Manuel de Borba Gato était le chef des Paulistes, et les "emboabas" dirigés par Manuel Nunes Viana, Portugais arrivé à Bahia encore jeune. Ce dernier était connu pour des actes de courage qui l'ont amené vers la région où il était propriétaire de fort lucratives mines.

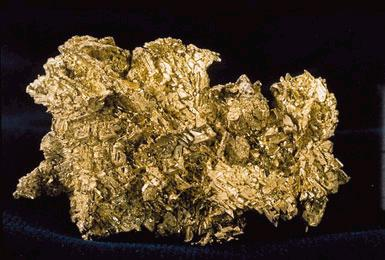
Pepite d'or.

### Le conflit
En 1707, à Arraial Novo, deux des chefs paulistes les plus importants furent lynchés par les "emboabas". Par peur d'une vengeance, ils s'enfuirent dans la brousse, composant juste un petit groupe de résistants. Les Paulistes, même en ayant des motifs pour agir, se contentèrent d'enterrer leurs chefs et n'affrontèrent pas les "emboabas". Ceci les encouragea à revenir et à ne plus être terrifiés par les Paulistes. 
En 1708, un heurt inévitable se produit, et les deux groupes en revinrent à l'affrontement armé. Manuel de Borba Gato intervint, bannissant Nunes Viana du district de Rio das Velhas, sans succès. Plusieurs tentatives de conciliations furent faites, toutes plus infructueuses les unes que les autres. Les "emboabas" prirent l'initiative de désarmer tous les Paulistes qu'ils rencontraient, pensant  que ceux-ci préparaient une grande attaque contre eux. Il n'y eut que peu de résistance et, à la fin de 1708, les "emboabas" contrôlaient déjà deux des trois centres miniers les plus importants. Les Paulistes, démoralisés, se réfugièrent dans le district de Rio das Mortes.
Les "emboabas" se réunirent et proclamèrent Nunes Viana gouverneur de la région minière. Après s'être assurés de leur suprématie sur la zone, les "emboabas" chargèrent Bento de Amaral de Coutinho de l'expulsion des derniers Paulistes. Ceux-ci n'opposèrent pas de résistance et reculèrent une fois de plus, vers Paraty et São Paulo.

### Trahison
Pendant l'expulsion des Paulistes s'est produit un événement appelé "Capão de Traição". Durant une bataille où ils étaient en difficulté, après avoir blessé quelques "emboabas", Bento de Amaral leur fit une proposition de clémence s'ils abandonnaient les armes : après avoir accepté l'offre, ils furent tous impitoyablement massacrés.

### Défaite des Paulistes
La confrontation se termina vers 1709, grâce à l'intervention du gouverneur de Rio de Janeiro, Antônio de Albuquerque Coelho de Carvalho. Sans les privilèges réclamés ni les moyens pour mener une guerre, les Paulistes se retirèrent de la région. Beaucoup d'entre eux s'en furent vers l'ouest où, plus tard, ils découvrirent de nouveaux gisements d'or, dans les actuels États du Mato Grosso et de Goiás.

## Conséquences
Comme conséquences de la Guerre des Emboabas, peuvent être cités :
- Réglementation de la distribution des champs aurifères entre "emboabas" et Paulistas ;
- Réglementation de la perception du quinto (cinquième de la valeur de la production, due à l'autorité locale) ;
- São Paulo et les Mines d'Or se transformèrent en Capitaineries liées directement à la Couronne, sous contrôle du gouvernement de Rio de Janeiro (3 novembre 1709).
- São Paulo passa du statut de bourg à celui de ville ;
- Les guerres de la région des mines cessèrent, la métropole assumant le contrôle administratif de la zone ;
- La défaite des Paulistes fit aller certains d'entre eux vers l'ouest, où quelques années plus tard, ils découvrirent de nouveaux gisements, contribuant à déclencher la conquête des territoires des actuels États du Mato Grosso et du Goiás.